# VGA-Copy
VGA-Copy ist ein Programm zum Kopieren von Disketten für PC-kompatibles DOS wie MS-DOS, das von Thomas Mönkemeier um 1990 entwickelt wurde. Es wurde als Shareware vertrieben. Spätere Varianten wurden VGA-Copy Pro und VGA-Copy/386 bezeichnet. Nachdem die Entwicklung eingestellt worden war, gab Thomas Mönkemeier 2001 die letzte Version als Freeware frei.

## Eigenschaften
Um 1990 war es zwar keine Besonderheit mehr, aber VGA-Copy/386 ist für das ausgelegt, was bereits im Namen steckt: eine VGA-Grafikkarte und ein 80386-Prozessor. Zusätzlich sind mindestens 4 MiB RAM empfohlen, da VGA-Copy die Disketten über den Arbeitsspeicher als Zwischenspeicher in einem Rutsch kopiert. Unter DOS muss daher für die jeweilige Disketten-Größe genug freier Speicher des Typs XMS vorhanden sein, und optional, nur für ausgesuchte Funktionen, EMS zur Verfügung stehen oder alternativ freier Festplattenspeicher zur Auslagerung. So funktioniert VGA-Copy auch auf einem 80286, wenn XMS-Speicher verfügbar ist. Auch auf EGA-Grafikkarten (dem Vorläufer von VGA) funktioniert das Programm, allerdings ist die Auflösung etwas geringer und es fehlt etwas am unteren Bildschirmrand. Auch eine Computermaus ist optional, da sich das Programm auch mit der Tastatur bedienen lässt.
Völlig optional sind hingegen die Unterstützung für die Soundkarten Sound Blaster und Gravis Ultrasound.
Nur mit IBM-PS/2-Systemen, die MCA verwenden, ist VGA-Copy nicht kompatibel, da Geräte dieses Bus-Typs einen Bus-Master-DMA verwenden, der sich grundlegend von PCs mit ISA-, EISA-, VLB- und PCI-Bus unterscheidet. Auf MCA-Systemen bricht das Programm daher mit einer Fehlermeldung ab.
VGA-Copy wurde als uneingeschränkte Shareware vertrieben und hat mehrere Funktionen. Neben der Hauptfunktion, dem Kopieren von Disketten, kann es auch Disketten formatieren und Diskettenabbilder z. B. auf die Festplatte speichern, sowie umgekehrt diese lesen und wieder auf Disketten schreiben. Es können auch Disketten miteinander verglichen werden. Jeder Bootsektor wird von VGA-Copy/386 einem heuristischen Virentest unterzogen, der aufgrund von Merkmalen des Bootcodes einen Hinweis auf sogar unbekannte Bootviren geben kann.
VGA-Copy unterstützt Sonder- und Überformate, u. a. auch DMF-Disketten mit 1680 KiB, wie sie von Windows 95 unterstützt werden und zuletzt zur Distribution von Microsoft-Produkten auf 3½″-Disketten genutzt wurden. Mit „japanischen“ 3½″-1,25-MB-Disketten, die in Laufwerken mit einer Nenndrehzahl von 360/min statt mit den üblichen 300/min drehen, kann jedoch auch VGA-Copy nichts anfangen.
Als externe Programme unterstützt VGA-Copy/386 das Komprimierprogramm ARJ, mit dem, wenn im Suchpfad oder Arbeitsverzeichnis vorhanden, die Diskettenabbilder (Dateinamenserweiterung .VCF) komprimiert werden, und diverse Virenscanner wie McAfee VirusScan oder F-Prot.

## Verbreitung
VGA-Copy wurde in diversen Shareware-Magazinen vorgestellt und verbreitete sich u. a. über Mailboxen, das World Wide Web, diverse Shareware-CD-ROMs, Zeitschriften und generell über den Shareware-Handel. Es zählt zu den bekannten Disketten-Kopierprogrammen unter DOS der 1990er Jahre.